# Maria Aurèlia Capmany i Farnés
  Maria Aurèlia Capmany i Farnés    (Barcelona, 3 d'agost de 1918 - Barcelona, 2 d'octubre de 1991) fou una novel·lista, dramaturga i assagista barcelonina. Destacà també com a activista cultural, feminista i antifranquista.
Va rebre el Premi Sant Jordi de novel·la el 1968 amb l'obra Un lloc entre els morts i el Premi Joanot Martorell el 1948 amb El cel no és transparent. Fou presidenta del PEN català entre 1979 i 1983.

## Biografia
Neta de Sebastià Farnés, intel·lectual autor de la Paremiologia catalana comparada, i filla d'Aureli Capmany, folklorista i col·laborador en revistes infantils, i de Maria Farnés Pagès, va passar la joventut al pis de la família, a tocar de la Rambla de Barcelona.

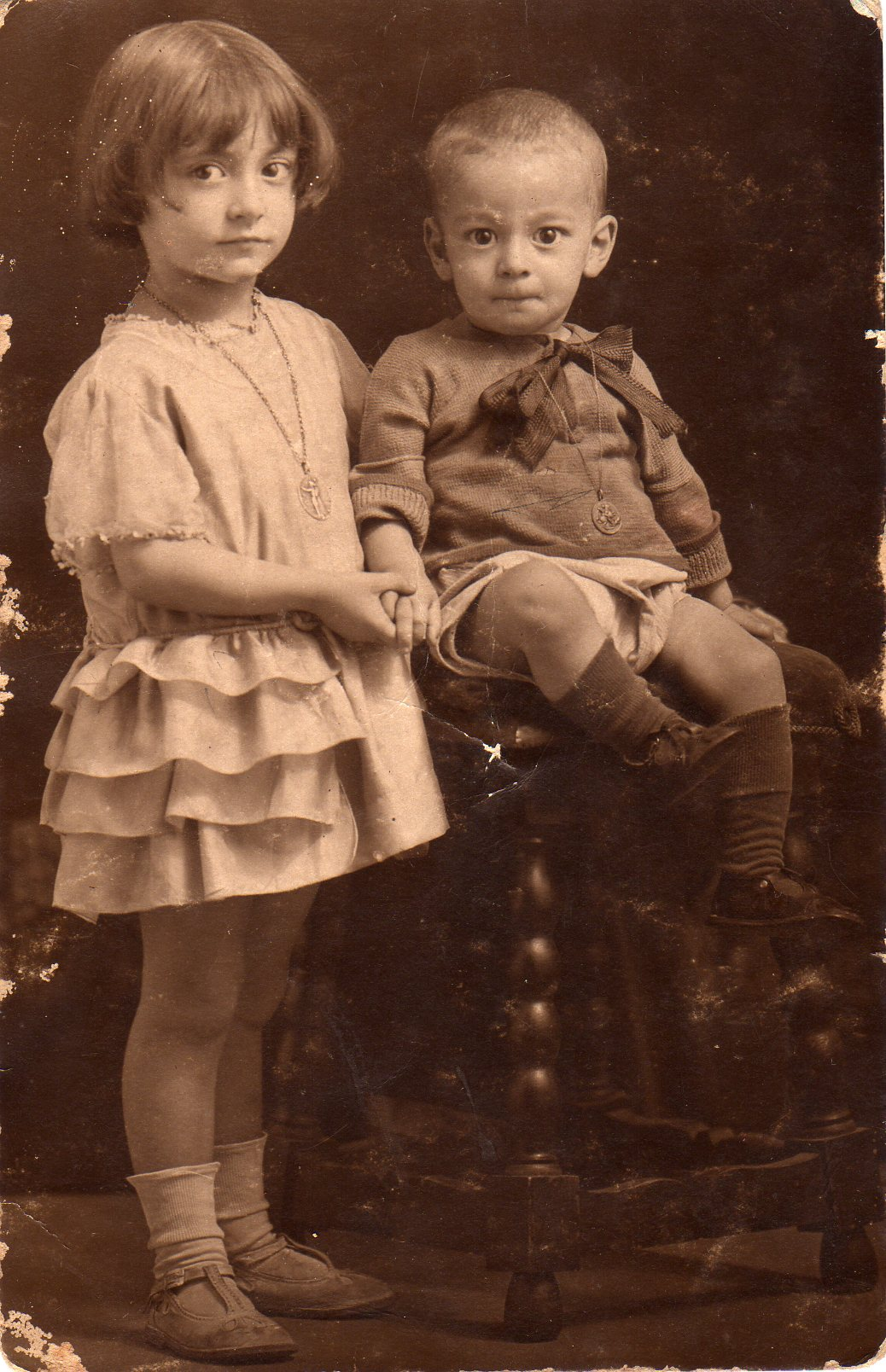
Maria Aurèlia Capmany als 3 anys, amb el seu germà Jordi.

Estudià a l'Institut Escola de la Generalitat de Catalunya i es va llicenciar en Filosofia a la Universitat de Barcelona de la postguerra. Va practicar la docència durant els anys quaranta i cinquanta a l'Institut Isaac Albéniz de Badalona i a l'Escola Isabel de Villena a Barcelona. També va treballar gravant vidre, ofici que havia après en l'època d'universitària.

## Obra narrativa
Amb la seva primera novel·la, Necessitem morir (publicada el 1952), quedà finalista del Premi Joanot Martorell de 1947, premi que va guanyar l'any següent amb El cel no és transparent.
El seu prestigi com a narradora arribarà amb novel·les com Betúlia, El gust de la pols i, sobretot, per Un lloc entre els morts, Premi Sant Jordi del 1968. L'any 1981 va rebre el Premi Ramon Fuster, atorgat pel Col·legi Oficial de Doctors i Llicenciats en Filosofia i Lletres i en Ciències de Catalunya, i el 1983 va guanyar el Premi Crítica Serra d'Or de Literatura Infantil i Juvenil amb El malefici de la reina d'Hongria.

## Altres gèneres: teatre i assaig
Fou una de les escriptores catalanes més polifacètiques, ja que, a més de la narrativa, es dedicà a la traducció, i cultivà el teatre, l'assaig i altres gèneres literaris.
En el camp de la dramatúrgia va fundar el 1959 l'Escola d'Art Dramàtic Adrià Gual amb Ricard Salvat. Hi va exercir de professora, d'actriu i de directora. A més, hi va estrenar obres pròpies, com Preguntes i respostes sobre la vida i la mort de Francesc Layret, advocat dels obrers de Catalunya. així com una adaptació al teatre del Tirant lo Blanc.
Com a assagista sobresurt per les seves obres sobre la situació de la dona; el feminisme català contemporani és deutor de la seva figura, que va ser pionera en aquests estudis amb llibres com La dona a Catalunya: consciència i situació (1966), El feminismo ibérico (1970), El feminisme a Catalunya (1973) i Dona i societat a la Catalunya actual (1978).

## Activitat política
L'any 1966 va participar en la Caputxinada, una assemblea antifranquista. També va dedicar nombrosos articles a diversos aspectes de la cultura i de la societat catalana. També destaquen els llibres de memòries Pedra de toc (1 i 2), Mala memòria, i Això era i no era.
Participà i va intervenir en el "Míting de la Llibertat" (22 de juny de 1976) i en el procés constituent del Partit Socialista de Catalunya Congrés (novembre de 1976).
Va ser regidora i responsable de les àrees de Cultura i Edicions a l'Ajuntament de Barcelona durant les primeres legislatures del Partit dels Socialistes de Catalunya (PSC), de 1983 a 1991, una etapa molt prolífica, en què emprendria accions molt rellevants, com la creació del Mercat de les Flors, amb importants programacions; el Pla de Museus, que inclogué l'encàrrec a Gaetana Aulenti de fer el nou Museu Nacional d’Art de Catalunya a l'antic Palau Nacional; la restauració de l'edifici històric del Palau de la Virreina, que esdevingué la seu de la regidoria i un cèntric espai d'exposicions; l’exposició Homenatge a Barcelona o la col·lecció de llibres «Diàlegs a Barcelona».
Va ser membre de la Diputació de Barcelona, des del 1983 fins que es va morir, el 2 d'octubre de 1991. També de l'Associació d'Escriptors en Llengua Catalana, i presidenta del Centre Català del Pen Club.

## Reconeixements
Segons la base de dades obertes de noms de carrers de 2021, hi ha més de 80 carrers o places a Catalunya dedicades a aquesta escriptora.

## Obres

### Novel·la
- Necessitem morir. Barcelona: Aymà, 1952 / Barcelona: Proa, 1977.
- L'altra ciutat (publicada per Aplec). Barcelona: Selecta, 1955.
- Tana o la felicitat. Palma: Moll, 1956.
- Betúlia. Barcelona: Selecta, 1956.
- Ara. Barcelona: Albertí, 1958/ Barcelona: Plaza & Janés, 1988.
- Traduït de l'americà. Barcelona: Albertí, 1959.
- El gust de la pols. Barcelona: Destino, 1962 / Barcelona: Edicions 62, 1986.
- La pluja als vidres. Barcelona: Club Editor, 1963.
- El desert dels dies. Barcelona: Occitània, 1966.
- Un lloc entre els morts. Barcelona: Nova Terra, 1967 / Barcelona: Laia, 1979 / Barcelona: Edicions 62, 1984 / Barcelona: Proa, 1999.
- Feliçment, jo soc una dona. Barcelona: Nova Terra, 1969 / Barcelona: Laia, 1983 / Barcelona: Barcanova, 1994.
- Vitrines d'Amsterdam. Barcelona: Club Editor, 1970.
- Quim/Quima. Barcelona: Estela, 1971 / Barcelona: Laia, 1977 (ISBN 8472226611) / Barcelona: Planeta, 1991 (ISBN 8432037044); Barcelona, Males Herbes, 2018 (ISBN 9788494780035).
- El jaqué de la democràcia. Barcelona: Nova Terra, 1972 / Barcelona: La Magrana, 1987.
- Ves-te'n, ianqui. Barcelona: Laia, 1980 / Barcelona: Barcanova, 2006.
- Lo color més blau. Barcelona: Planeta, 1982.
- El cap de Sant Jordi. Barcelona: Planeta, 1988.

### Narrativa breu
- Com una mà. Palma: Moll, 1958.
- Cartes impertinents de dona a dona. Palma: Moll, 1971.
- Numnius Dexter Optatur, papa de Roma. Barcelona: Tarot, 1971.
- Coses i noses. Barcelona: La Magrana, 1980.
- Fumar o no fumar: vet aquí la qüestió (amb Pere Calders). Barcelona: Destino, 1988.
- Aquelles dames d'altres temps. Barcelona: Planeta, 1990.
- De veu a veu: contes i narracions [amb Montserrat Roig]. Barcelona: Cercle de Lectors, 2001.

### Literatura infantil i juvenil
- Anna, Bel i Carles. Barcelona: Lumen, 1971.
- Ni teu, ni meu. Barcelona: La Galera, 1972.
- L'alt rei en Jaume. Barcelona: Aymà, 1977.
- Àngela i els vuit mil policies. Barcelona: Laia, 1981.[7][8]
- El malefici de la reina d'Hongria o Les aventures dels tres patrons de nau. Barcelona: Barcanova, 1982.
- Contes. Barcelona: Publicacions de l'Abadia de Montserrat, 1993.
- La rialla del mirall. Barcelona: Empúries, 1989.

### Teatre
- Tu i l'hipòcrita. Palma: Moll, 1960.
- Vent de garbí i una mica de por. Palma: Moll, 1968.
- Preguntes i respostes sobre la vida i la mort de Francesc Layret, advocat dels obrers de Catalunya [amb Xavier Romeu i Jover]. París: Edicions Catalanes de París, 1970 / Madrid: Moisés Pérez Coterillo, 1976 / Barcelona: Institut del Teatre-Diputació de Barcelona, 1992.
- L'ombra de l'escorpí. València: Gorg, 1974.
- El cavaller Tirant. Barcelona: Edebé, 1974.
- Tirant lo Blanc. València: Eliseu Climent / 3i4, 1980.
- Ca, barret! [amb Jaume Vidal Alcover]. Palma: Moll, 1984.

### Assaig
- Cita de narradors (amb Manuel de Pedrolo, Jordi Sarsanedas, Joan Perucho i Josep M. Espinàs). Barcelona: Selecta, 1958.
- Historias de Barcelona [fotografies de A. Basté]. Barcelona: Barrigotic, 1963.
- La dona a Catalunya: consciència i situació. Barcelona: Ed. 62, 1966.
- Dia sí, dia no: apunts sobre la nostra societat actual. Barcelona: Llibres de Sinera, 1968.
- La dona catalana. Barcelona: Mateu, 1968.
- Els vells. Barcelona: Mateu, 1968.
- La joventut és una nova classe? Barcelona: Edicions 62, 1969.
- El feminismo ibérico. Vilassar de Mar: Oikos-tau, 1970.
- De profesión mujer. Esplugues de Llobregat: Plaza & Janés, 1971.
- Salvador Espriu. Barcelona: Dopesa, 1972.
- El feminisme a Catalunya. Barcelona: Nova Terra, 1973.
- Poema i vers o El cor salvatge de Carles Riba. Barcelona: Institut d'Estudis Hel·lènics - Departament de Filologia Catalana, Universitat de Barcelona, 1973.
- Carta abierta al macho ibérico. Madrid: Ediciones 99, 1973.
- El comportamiento amoroso de la mujer. Barcelona: Dopesa, 1974.
- La dona. Barcelona: Dopesa, 1976.
- Cada cosa en el seu temps i lectura cada dia. Barcelona: Dopesa, 1976.
- Subirachs o el retrat de l'artista com a escultor adult. Barcelona: Dopesa, 1976.
- La dona i la Segona República. Barcelona: Ed. 62, 1977.
- Temps passat, notícia d'avui: una història de Catalunya. Barcelona: Vicens Vives, 1978.
- Dies i hores de la Nova Cançó. Barcelona: Abadia de Montserrat, 1978.
- Antifémina (amb Colita). Madrid: Editora Nacional, 1978.
- En busca de la mujer española. Barcelona: Laia, 1982.
- Diàlegs a Barcelona: M. Aurèlia Capmany, Pasqual Maragall [conversa transcrita per Xavier Febrés]. Barcelona: Ajuntament de Barcelona-Laia, 1984.
- Retrobar Barcelona [amb Jaume Sobraqués]. Barcelona: Lunwerg, 1986.
- Fem memòria. El port de Barcelona. Barcelona: Lunwerg, 1990.
- ¿Qué diablos es Cataluña? Madrid: Temas de hoy, 1990.
- Barcelona entre mar i muntanya. Barcelona: Polígrafa, 1992.

### Guions
- L'alt rei en Jaume. Televisió, 1977 – 1978.
- La nina. Televisió, 1977-1978 [basat en Casa de nines d'Ibsen).
- Tereseta-que-baixava-les-escales. Televisió, 1977-1978 [basat en el conte homònim de Salvador Espriu].
- Aquesta nit no vindrem a sopar. Televisió, 1978 – 1979.
- La nit catalana. Televisió, 1978-1979.
- Temps passat, notícia d'avui. Ràdio 4, 1979.
- Història de Catalunya, 1977-1978 (45 capítols). Ràdio. Edició en casset (1979).
- Les nits de la tieta Rosa. Televisió, 1980.

### Còmic
- Dona, doneta, donota (amb Avel·lí Artís-Gener). Barcelona: EDHASA, 1979.

### Dietaris i Memòries
- Pedra de toc (2 vol.). Barcelona: Nova Terra, 1970 – 1974.
- Dietari de prudències. Barcelona: La Llar del Llibre, 1981.
- Mala memòria. Barcelona: Planeta, 1987.
- Això era i no era. Barcelona: Planeta, 1989.
- Batecs de vida. Tarragona: Lo Diable Gros, 2018. Edició a cura de Marina Mallafrè

### Traduccions de l'anglès
- CAIN, James M.: Doble indemnització [Double Indemnity]. Barcelona: Edicions 62, Col. La cua de palla 28, 1965

### Traduccions del francès
- BALZAC, Honoré de: L'última encarnació de Vautrin. Barcelona: Nova Terra, 1972.
- DURAS, Marguerite: Un dic contra el pacífic [Un barrage contre le Pacifique]. Barcelona: Edicions 62, Col. El Balancí 2, 1965.
- FOURNIER, Alain: El gran Meaulnes [Le grand Meaulnes]. Barcelona: Edicions 62, Col. El Trapezi 10, 1966.
- KASSAK, Fred: Carambolades [Carambolages]. Barcelona: Edicions 62, Col. La cua de palla, 1963.
- LAFONT, Robert: Història de la literatura occitana. Barcelona: Dopesa, Col. Pinya de Rosa 8 i 9, 1973.
- PROUST, Marcel: A la recerca del temps perdut [À la recherche du temps perdu]. Barcelona: Columna, 1990-1991 [amb Jaume Vidal Alcover].
- SARTRE, Jean-Paul: Fenomenologia i existencialisme [L'existencialisme est un humanisme]. Barcelona: Laia, 1982.
- SIMENON, Georges: Liberty Bar. Barcelona: Edicions 62, Col. La cua de palla 28, 1965.
- SIMENON, Georges: El gos groc [Le chien jaune]. Barcelona: Edicions 62, Col. La cua de palla 48, 1966 / Barcelona: Àrea, 1989 / Barcelona: Columna, 1995.
- SIMENON, Georges: La nit de la cruïlla. Barcelona: Edicions 62, Col. La cua de palla, 1966.
- SIMENON, Georges: L'Ombra xinesa. Barcelona: Edicions 62, Col. La cua de palla 54, 1967.
- SIMENON, Georges: Maigret i el client del dissabte [Maigret et le client du samedi]. Barcelona: Edicions 62, Col. La cua de palla 62, 1968.
- SIMENON, Georges: Signat Picpus [Signée Picpus]. Barcelona: Edicions 62, Col. La cua de palla 65, 1968.
- STEWART, Terry: Mà forta [La belle vie]. Barcelona: Edicions 62, Col. La cua de palla 2, 1963.
- VÉRY, Pierre: El senyor Marcel de la funerària. Barcelona: Edicions 62, Col. La cua de palla 19, 1964.
- VÉRY, Pierre: Goupi Mans-Roges [Goupi Mans-Rouges]. Barcelona: Edicions 62, Col. La cua de palla 16, 1964.

### Traduccions de l'italià
- CALVINO, Italo: El baró rampant [Il barone rampante]. Barcelona: Edicions 62, Col. El Balancí 7, 1965 / Barcelona: Avui, 1995.
- CASSOLA, Carlo: La tala del bosc [Il taglio del bosco]. Barcelona: Edicions 62, Col. El Trapezi 8, 1966.
- CHIARINI, Luigi: Art i tècnica del film [Arte e tecnica del film]. Barcelona: Edicions 62, Col. A l'abast 13, 1967.
- LIONNI, Leo: Frederick. Barcelona: Lumen, 1969.
- PASOLINI, Pier Paolo: Una vida violenta [Una vita violenta]. Barcelona: Edicions 62, Col. El Balancí 32, 1967.
- PAVESE, Cesare: La lluna i les fogueres [La luna e il falò]. Barcelona: Edicions 62, Col. El Balancí 12, 1965.
- PIRANDELLO, Luigi: Aquesta nit improvisem [Questa notte si recita a soggetto]. Barcelona: Institut del Teatre-Diputació de Barcelona, 1996.
- PRATOLINI, Vasco: Crònica dels pobres amants [Cronache di poveri amanti]. Barcelona: Edicions 62, Col. El Balancí 1, 1965.
- PRATOLINI, Vasco: Metel·lo [Metello]. Barcelona: Edicions 62, Col. El Balancí 15, 1966.
- VITTORINI, Elio: Conversa a Sicília [Conversazione in Sicilia]. Barcelona: Edicions 62, Col. El Balancí 19, 1966.

### Recopilacions pòstumes
- Obra completa. Barcelona: Columna, 1993–2000. Edició a cura de Guillem-Jordi Graells. [7 volums: 1-3. Novel·la -- 4. Narrativa breu -- 6. Memòria -- 7. La dona]
- (1992). “La narrativa de Maria Aurèlia Capmany, un calidoscopi fascinant”, Maria Aurèlia Capmany Farnés (1918-1991). Barcelona: Ajuntament de Barcelona, pàgs. 95-128.
- (1993). “La producció literària de Maria Aurèlia Capmany I. La novel·la (a)”, Obra Completa I de Maria Aurèlia Capmany. Barcelona: Columna, pàgs. IX-XXVIII.
- (1994). “La producció literària de Maria Aurèlia Capmany II. La novel·la (b)”, Obra Completa II de Maria Aurèlia Capmany. Barcelona: Columna, pàgs.IX-XXIII.
- (1995). “La producció literària de Maria Aurèlia Capmany III. La novel·la (c)”, Obra Completa III de Maria Aurèlia Capmany. Barcelona: Columna, pàgs.XI-XXIII.
- (1996). “La producció literària de Maria Aurèlia Capmany IV. La narrativa breu. Apèndix: El cel no és transparent”, Obra Completa IV de Maria Aurèlia Capmany. Barcelona: Columna, pàgs. XI-XXV.
- (1998). “La producció literària de Maria Aurèlia Capmany V. Teatre”, Obra Completa V de Maria Aurèlia Capmany. Barcelona: Columna, pàgs.XI-XXXVIII.
- (1997). “La producció literària de Maria Aurèlia Capmany 6. Memòries”, ”, Obra Completa VI de Maria Aurèlia Capmany. Barcelona: Columna, pàgs. XI-XXII.
- (2000). ““La producció literària de Maria Aurèlia Capmany VII. La dona”, Obra Completa VII de Maria Aurèlia Capmany. Barcelona: Columna, pàgs. V-XII.

## Fons i documentació
L'arxiu i el fons bibliogràfic de Jaume Vidal i Alcover i Maria Aurèlia Capmany i Farnés fou llegat a la Facultat de Filosofia i Lletres de Tarragona l'any 1991 en compliment de les disposicions testamentàries d'ambdós, on ha esdevingut el Llegat Vidal-Capmany, ubicat a la Biblioteca del CRAI Campus Catalunya de la Universitat Rovira i Virgili de Tarragona, i està a l'abast d'estudiosos i interessats.

## Bibliografia

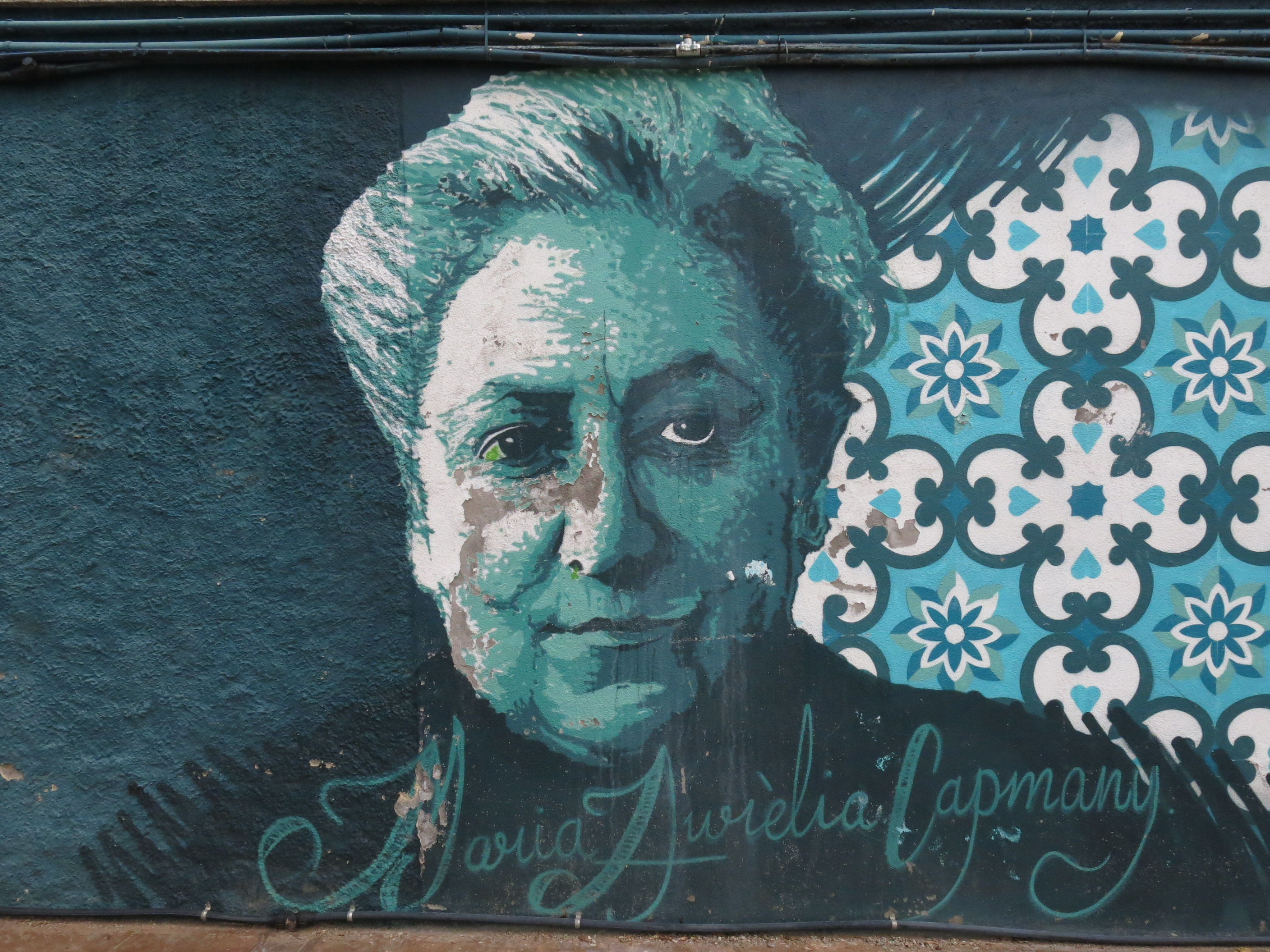
Mural de Maria Aurèlia Campany al pati de Can Masachs, ajuntament de Ripollet